# معتمدية تمغزة
معتمدية تمغزة إحدى معتمديات الجمهورية التونسية، تابعة لولاية توزر.